# École portugaise d'art équestre

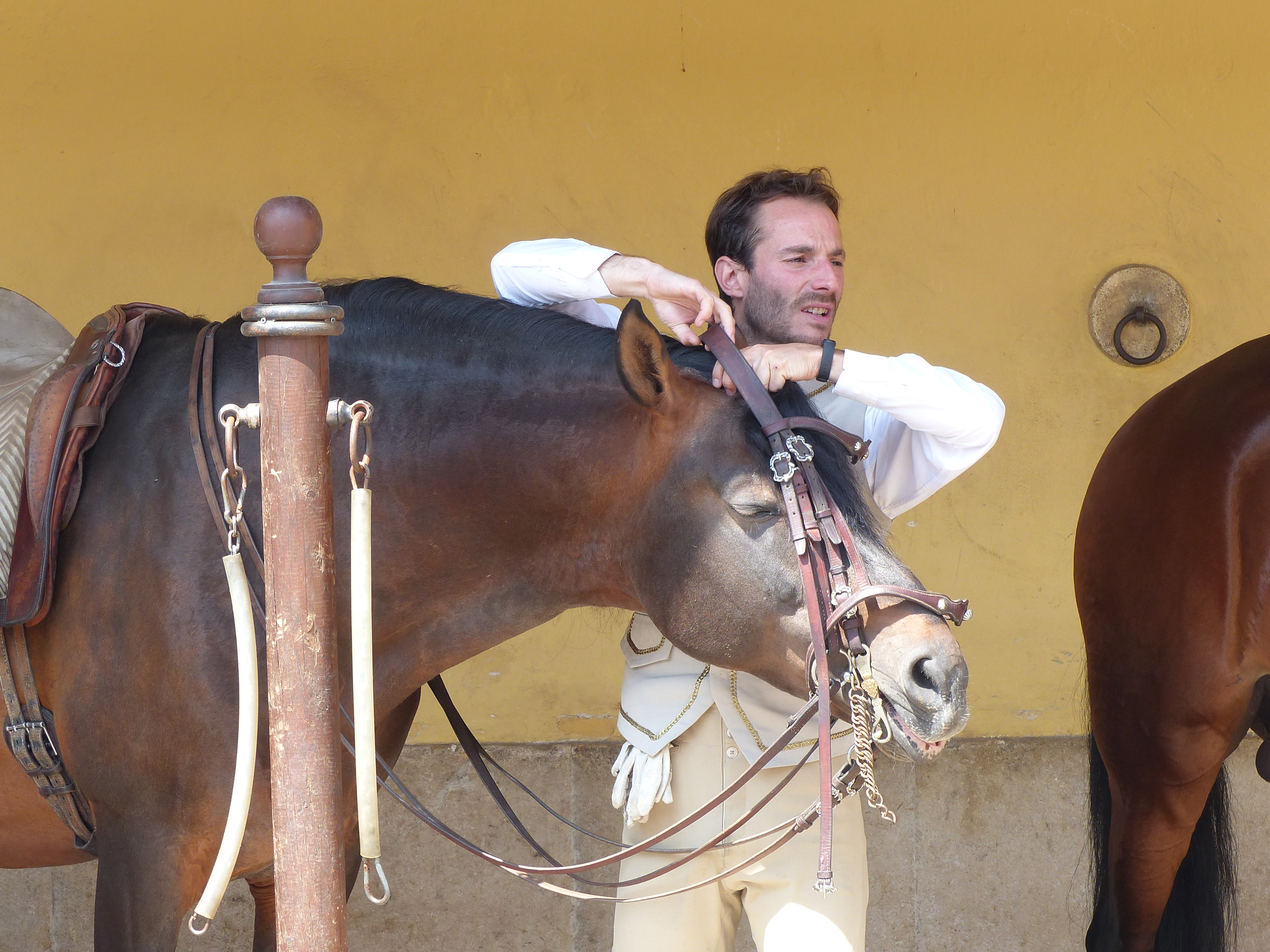
Cavalier et cheval Alter Real de l'école portugaise d'art équestre.

L'École portugaise d'art équestre (en portugais Escola Portuguesa de Arte Equestre) est une académie de cavaliers d'élite basée à Belém (Lisbonne) et au palais royal de Queluz, au Portugal. Bien que créée en 1979, elle s'appuie sur une tradition très ancienne dont les premières traces écrites remontent au XIVe siècle. Son rôle est de préserver et présenter l'art de l'équitation portugaise au public. Elle se produit régulièrement en spectacle. 

## Histoire

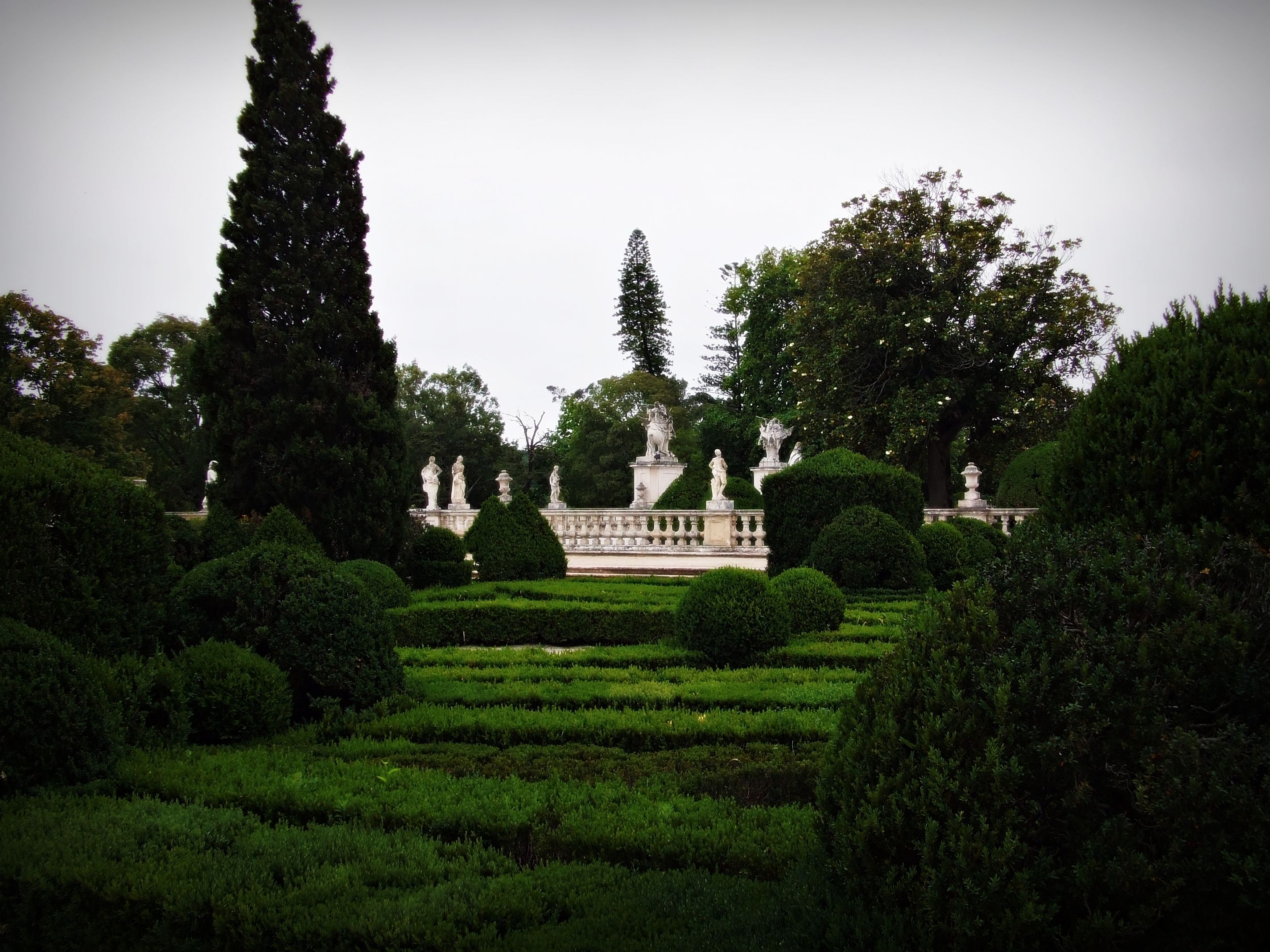
Les jardins du palais de Queluz accueillent l'école portugaise d'art équestre depuis 1979.

Cette école est créée en 1979 par le ministère portugais de l'Agriculture, en s'inspirant du succès de l'école royale andalouse d'art équestre et sur une idée du Dr Ruy d'Andrade. Bien que récente, elle s'appuie sur une longue tradition puisque les Portugais écrivent des traités d'équitation depuis le XIVe siècle. D'après Carlos Henriques Pereira, le traité de Dom Duarte, au XVe siècle, contient déjà les principes fondateurs de l'école actuelle. C'est cependant le manuel de Carlos de Andrade, Luz da Liberal et Nobre Arte da Cavallaria, paru en 1790, qui constitue la « bible » de l'école. L'Academia Equestre da Corte a disparu en 1807, et la Picaria Real à la fin du XIXe siècle, mais l'équitation artistique a continué à être pratiquée au Portugal. En 1996, elle s'installe au palais royal de Queluz, et compte alors quinze écuyers pour soixante chevaux.  
En 2014, l'école acquiert de nombreux ouvrages équestres grâce à sa nouvelle bibliothèque, située également au palais de Queluz. Elle a désormais pour objectif de faire reconnaître l'équitation de tradition portugaise par l'Unesco, notamment en aidant des chercheurs dans leurs travaux sur le sujet.
L'école portugaise reçoit des demandes de spectacle de la part de nombreux pays du monde, notamment en Allemagne, aux Pays-Bas et au Qatar, mais n'a pas toujours la possibilité d'y répondre en raison des frais et des difficultés de déplacement engendrés. En 2014, elle se produit chaque mercredi à Queluz. D'après Theresa Abrantes, directrice de l'école portugaise cette année-là, l’unique spectacle donné à l’extérieur en 2014, à Cordoue avec le Cadre Noir de Saumur et Cordoba Ecuestre, attire 10 000 personnes dans les arènes. La finale de la Coupe d’Espagne de football se joue au même moment.
L'école est installée (2022) dans le quartier de Belém, à Lisbonne. Cela lui permet de bénéficier d'une meilleure accessibilité, mais au prix d'une concurrence avec les autres activités touristiques de Lisbonne.

## Fonctionnement

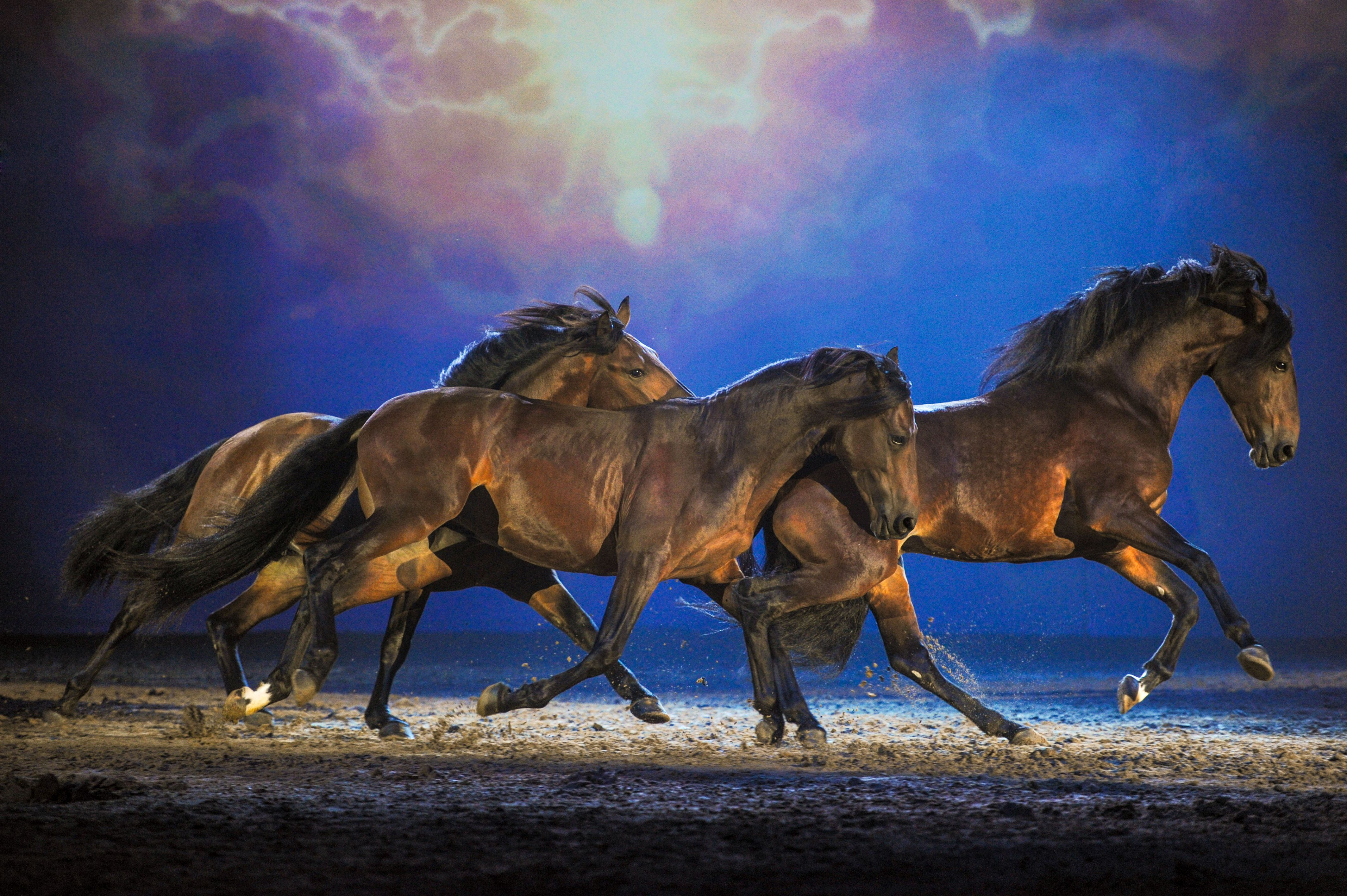
L'école n'utilise que des chevaux bais de la race Alter Real.

L'École portugaise d'art équestre fait appel à la tradition équestre telle qu'elle existait au XVIIIe siècle, en s'appuyant notamment sur les mouvements de la tauromachie. Elle n'utilise que des chevaux Alter Real de robe baie, provenant du haras d'Alter do Chão. Elle connaît certaines difficultés, notamment en raison de l'absence de manège extérieur, ce qui ne l'empêche pas de rayonner à travers tout le Portugal. Cette école est désormais gérée par la société d’économie mixte Parque de Sintra. João Pedro Rodrigues en est l'actuel écuyer en chef. Elle forme des élèves en permanence, qui sont logés sur place.
D'après J. Filipe Figueiredo, ancien écuyer en chef de l'école, le but de l'enseignement qui y est donné est de « cultiver la perfection de la posture des cavaliers et des chevaux », notamment en refusant les chevaux encapuchonnés : en effet, il estime que la meilleure attitude est d'avoir un chanfrein légèrement en avant de la verticale, et s'oppose donc au dressage de compétition où se pratique le rollkur. L'école se veut également l'un des gardiens de cet art, popularisé au XXe siècle par le maître écuyer Nuno Oliveira. Elle joue un rôle-clé dans la préservation du savoir équestre lusitanien. Les démonstrations peuvent consister en des airs de haute école, du travail aux longues rênes, des exercices autour de piquets, des airs au-dessus du sol, etc.
L'école est ouverte au public, qui peut assister à son spectacle hebdomadaire, aux entraînements et aux répétitions.